# كيري تايلور
كيري تايلور (بالإنجليزية: Kerry Taylor)‏ هو لاعب كرة قاعدة أمريكي، ولد في 25 يناير 1971 في بيميدجي في الولايات المتحدة.